# 隠岐時清
隠岐 時清（おき とききよ）は、鎌倉時代中期から後期の武士。佐々木時清。
北条時頼が得宗家当主であった頃（寛元4年（1246年）- 弘長3年（1263年））に元服をし、その偏諱（「時」の字）を授かったとみられる。『吾妻鏡』によると、弘長3年正月十日条で左衛門少尉、検非違使として名前が見え、翌文永元年（1264年）、11月に従五位下に叙爵された。建治元年（1275年）、34歳の時に引付衆に選任され、弘安6年（1283年）には評定衆に任じられる。同10年（1287年）東使を務める。
永仁3年（1295年）、評定衆を辞す。正安3年（1301年）、再び東使を務める。
嘉元3年（1305年）、嘉元の乱で北条宗宣の率いる追討軍に従軍するも、北条宗方と相討ちになり死去した。享年64。